# Boualem Boualem
Boualem Boualem est un juriste et homme politique algérien, conseiller influent du président algérien, Abdelmadjid Tebboune.

## Biographie
Magistrat, il occupe différents postes importants dans le régime du président Abdelaziz Bouteflika jusqu'en 2019. Il est conseiller à la Cour suprême. Il est aussi sénateur de la wilaya de Tiaret affilié au Rassemblement national démocratique (RND), de 2007 à 2012, après avoir été battu lors du scrutin de 2003, puis devient membre des commissions de supervision des élections en vue des élections législatives algériennes de 2012,,.
Le 8 octobre 2015, Abdelaziz Bouteflika crée l'Onplitic, un organe d'écoutes téléphoniques, et nomme Boualem patron de l'organisme,. Il s'agit d'un organe d'écoutes téléphoniques, officiellement chargé de la surveillance des communications téléphoniques et électroniques,,.
Contrairement à la plupart des membres du régime Bouteflika, Boualem arrive à amplifier son influence après l'arrivée du nouveau président Abdelmadjid Tebboune. Il doit céder la présidence de l'Onplitic au général Abdelkader Lachkhem, mais il est recommandé à Tebboune par des personnes influentes. En janvier 2020, il devient conseiller juridique au cabinet du président de l'Algérie. Toujours en 2020, il fait maintenir en détention le général Ali Ghediri, un acteur majeur lors du Hirak et candidat aux élections présidentielles qui étaient prévues en avril 2019. Dès lors, le conseiller Boualem est qualifié « d'oreille secrète du Président Abdelmadjid Tebboune »,.
Son maintien au pouvoir après les événements de septembre 2023 étonne certains observateurs. Le 11 novembre 2023, lorsque le directeur de cabinet du président, Nadir Larbaoui, est nommé Premier ministre d'Algérie, Boualem est désigné pour le remplacer à titre intérimaire. Boualem est confirmé dans ce poste en janvier 2024. Selon Sahel Intelligence sa présence aurait été imposée au président Tebboune par l'armée et son tout puissant chef d'état-major, le général Saïd Chengriha. Selon Algérie Focus, sa nomination s'inscrit dans l'objectif du président Tebboune d'assurer la continuité du régime.
En mars 2024, il ajoute à ses fonctions déjà très étendues celle de présider la Haute commission nationale des recours liés à l’investissement, un puissant organe de contrôle du capitalisme algérien.